# Oddział 731 – Laboratorium diabła
Oddział 731 – Laboratorium diabła (oryg. Hei tai yang 731 xu ji zhi sha ren gong chang) – hongkoński film wojenny z 1992 roku w reżyserii Godfreya Ho. Druga część z serii filmów opowiadających o zbrodniach japońskiego oddziału 731. Obraz doczekał się dwóch kontynuacji: Oddział 731 – O krok od śmierci (1994) i Oddział 731 – Masakra w Nankinie (1995).

## Fabuła
Film opowiada o tajnej japońskiej jednostce 731, która pod koniec II wojny światowej dokonywała bestialskich eksperymentów na jeńcach wojennych.
Do bazy przybywa doktor Morishima i gdy ten młody idealista odkrywa prawdę o obozie i dziejących się tam bestialskich eksperymentach, jest załamany. Wkrótce okazuje się, że do obozu pomyłkowo trafia narzeczona doktora. Morishima decyduje się zaaranżować ucieczkę więźniów z obozu.